# Lactobacillus aviarius
Lactobacillus aviarius è una specie di batterio appartenente alla famiglia delle Lactobacillaceae.